# 玛丽亚·米特索娃
玛丽亚·米特索娃（1996年11月21日—），保加利亞女子羽毛球運動員。

## 簡歷
2014年8月，玛丽亚·米特索娃代表保加利亞參加中國南京舉行的夏季青年奧林匹克運動會羽毛球比賽。
2016年4月，玛丽亚·米特索娃出戰克羅地亞羽毛球國際賽，與亚历克斯·弗拉尔合作贏得混合雙打比賽亞軍。
2017年8月，米特索娃參加蘇格蘭格拉斯哥舉行的世界羽毛球錦標賽，出戰女子單打項目。她在首圈以2-0輕取埃及選手门纳·埃尔坦纳尼晉級，但在第二圈就以0比2（7-21、15-21）不敵11號種子、日本的大堀彩出局。

## 主要比賽成績
只列出曾進入準決賽的國際賽事成績：
| 年份   | 賽事                     | 公開賽級別 | 項目     | 拍檔                | 成績   |
| ------ | ------------------------ | ---------- | -------- | ------------------- | ------ |
| 2012年 | 保加利亞羽毛球公開賽     | 國際系列賽 | 女子雙打 | Mila Ivanova        | 準決賽 |
| 2014年 | 歐洲女子羽毛球團體錦標賽 | 其他       | 女子團體 | －                  | 亞軍   |
| 2016年 | 克羅地亞羽毛球國際賽     | 未來系列賽 | 混合雙打 | 亚历克斯·弗拉尔     | 亞軍   |
| 2016年 | 希臘羽毛球國際賽         | 未來系列賽 | 女子單打 | －                  | 冠軍   |
| 2016年 | 希臘羽毛球國際賽         | 未來系列賽 | 女子雙打 | 佩蒂娅·内德尔奇娃   | 冠軍   |
| 2016年 | 保加利亞羽毛球公開賽     | 國際系列賽 | 女子雙打 | 佩蒂娅·内德尔奇娃   | 亞軍   |
| 2016年 | 斯洛伐克羽毛球公開賽     | 未來系列賽 | 女子雙打 | 佩蒂娅·内德尔奇娃   | 冠軍   |
| 2016年 | 布拉格羽毛球公開賽       | 國際挑戰賽 | 女子雙打 | 佩蒂娅·内德尔奇娃   | 亞軍   |
| 2016年 | 匈牙利羽毛球國際賽       | 國際系列賽 | 女子單打 | －                  | 準決賽 |
| 2016年 | 匈牙利羽毛球國際賽       | 國際系列賽 | 女子雙打 | 佩蒂娅·内德尔奇娃   | 冠軍   |
| 2016年 | 意大利羽毛球國際賽       | 國際挑戰賽 | 女子雙打 | 佩蒂娅·内德尔奇娃   | 亞軍   |
| 2017年 | 愛沙尼亞羽毛球國際賽     | 國際系列賽 | 女子單打 | －                  | 準決賽 |
| 2017年 | 愛沙尼亞羽毛球國際賽     | 國際系列賽 | 女子雙打 | 佩蒂娅·内德尔奇娃   | 冠軍   |
| 2017年 | 希臘羽毛球公開賽         | 國際系列賽 | 女子單打 | －                  | 亞軍   |
| 2017年 | 哈爾科夫羽毛球國際賽     | 國際挑戰賽 | 女子單打 | －                  | 準決賽 |
| 2017年 | 保加利亞羽毛球國際賽     | 未來系列賽 | 女子單打 | －                  | 冠軍   |
| 2017年 | 保加利亞羽毛球國際賽     | 未來系列賽 | 混合雙打 | 迪米塔尔·亚纳奇耶夫 | 準決賽 |
| 2017年 | 土耳其羽毛球國際賽       | 國際系列賽 | 女子單打 | －                  | 準決賽 |
| 2018年 | 克羅地亞羽毛球國際賽     | 未來系列賽 | 女子單打 | －                  | 冠軍   |
| 2018年 | 克羅地亞羽毛球國際賽     | 未來系列賽 | 混合雙打 | 迪米塔尔·亚纳奇耶夫 | 準決賽 |
| 2018年 | 希臘羽毛球國際賽         | 未來系列賽 | 混合雙打 | 迪米塔尔·亚纳奇耶夫 | 冠軍   |
| 2018年 | 保加利亞羽毛球公開賽     | 國際系列賽 | 混合雙打 | 亚历克斯·弗拉尔     | 冠軍   |
| 2018年 | 保加利亞羽毛球國際賽     | 未來系列賽 | 混合雙打 | 亚历克斯·弗拉尔     | 冠軍   |
| 2018年 | 匈牙利羽毛球國際賽       | 國際挑戰賽 | 女子單打 | －                  | 亞軍   |
| 2018年 | 土耳其羽毛球國際賽       | 國際系列賽 | 混合雙打 | 亚历克斯·弗拉尔     | 準決賽 |
| 2019年 | 愛沙尼亞羽毛球國際賽     | 國際系列賽 | 女子單打 | －                  | 準決賽 |
| 2019年 | 葡萄牙羽毛球國際賽       | 國際系列賽 | 混合雙打 | 亚历克斯·弗拉尔     | 亞軍   |
| 2019年 | 荷蘭羽毛球國際賽         | 國際系列賽 | 女子單打 | －                  | 準決賽 |
| 2019年 | 希臘羽毛球國際賽         | 未來系列賽 | 女子單打 | －                  | 冠軍   |
| 2019年 | 希臘羽毛球國際賽         | 未來系列賽 | 混合雙打 | 亚历克斯·弗拉尔     | 冠軍   |
| 2019年 | 保加利亞羽毛球公開賽     | 國際系列賽 | 女子單打 | －                  | 亞軍   |
| 2020年 | 牙買加羽毛球國際賽       | 國際系列賽 | 女子單打 | －                  | 準決賽 |

| 2007-2017年 | 首要超級賽 | 超級賽 | 黃金大獎賽 | 大獎賽 | 國際挑戰賽 | 國際系列賽 | 未來系列賽 | 其他 |

| 2018-2026年 | 總決賽 | 超級1000賽 | 超級750賽 | 超級500賽 | 超級300賽 | 超級100賽 | 國際挑戰賽 | 國際系列賽 | 未來系列賽 | 其他 |

### 奧運會和世錦賽參賽紀錄
|          | 搭檔                | 2018 | 2019 |
| -------- | ------------------- | ---- | ---- |
| 女子單打 | －                  | 48強 | 48強 |
|          |                     |      |      |
| 混合雙打 | 迪米塔尔·亚纳奇耶夫 | 48強 | －   |
| 混合雙打 | 亞歷克斯·弗拉爾     | －   | 32強 |